# ديكي غودمان
ديكي غودمان (بالإنجليزية: Dickie Goodman)‏ هو موسيقي أمريكي، ولد في 19 أبريل 1934 في بروكلين في الولايات المتحدة، وتوفي في 6 نوفمبر 1989 في كارولاينا الشمالية في الولايات المتحدة.

## وصلات خارجية
- ديكي غودمان على موقع ميوزك برينز (الإنجليزية)
- ديكي غودمان على موقع ديسكوغز (الإنجليزية)